# Алојз Андер
Алојз Андер (Либице на Доубрави, 24. август 1821 — Седмихорки, Карловице, 11. децембар 1864) био је немачки оперски тенор, активан у Бечу средином деветнаестог века. Историчар Карл Фердинанд Пол (Carl Ferdinand Pohl) га је 1900. назвао „једним од најпознатијих немачких тенор певача новијег времена”.

## Каријера
Рођен је као Алојз Андерле у Либицу (данас Либице над Доубрави) у Бохемији (данашњој Чешкој). Отишао је у Беч у нади да ће његови таленти тамо бити препознати, али је за то била потребна сва енергија и утицај певача Франца Вилда (Franz Wild), у то време водећег режисера  Позоришта на капијама Корушке (Theater am Kärntnertor). Први пут се појавио 22. октобра 1845. као Алесандро Страдела у истоименој опери Фридриха фон Флотова (Friedrich von Flotow). Иако без претходног искуства на позорници, његов успех те вечери је био потпун и одлучио је његов животни пут, а та једина ноћ га је подигла од обичног чиновника до ранга „примо теноре ассолуто“ (primo tenore assoluto).
Немачки композитор јеврејског порекла, Ђакомо Мајербeр (Giacomo Meyerbeer) се лично заинтересовао за брзи Андеров напредак и од њихове сарадње 1850. године Андер је постао етаблирани миљеник бечке јавности, којој је остао веран, упркос примамљивим понудама ангажмана на другим местима. Његова последња велика улога била је у опери Рихарда Вагнера Лоенгрин, у којој је комбиновао све своје изузетне моћи. На сцени је пленио његов веома атрактиван изглед и његов глас, који иако не толико снажан и доминантан, био је у складу са свим другим његовим особинама; његове концепције биле су пуне уметничке озбиљности, оживљене племенитом емоцијом и поезијом.

## Крај каријере и смрт
Његово последње појављивање било је као Арнолд у Росинијевој опери Вилијам Тел, 19. септембра 1864. Већ тада је његово здравље било знатно нарушено, а недуго затим је потпуно колабирао. Одведен је у купатило Вартенберг у Бохемији, где је умро 11. децембра, а сахрањен је пет дана касније на бечком гробљу Мацлајнсдорф. Његови остаци су 1894. пренети у почасни гроб у Средишњем бечком гробљу (на парцели 32 А, бр. 14) где је сахрањен са својим сином Николаусом који је преминуо 1858. године. Године 1894. једна улица у 17. бечком округу Херналс названа је по њему Андергасе.